# Peter Joseph Krahe

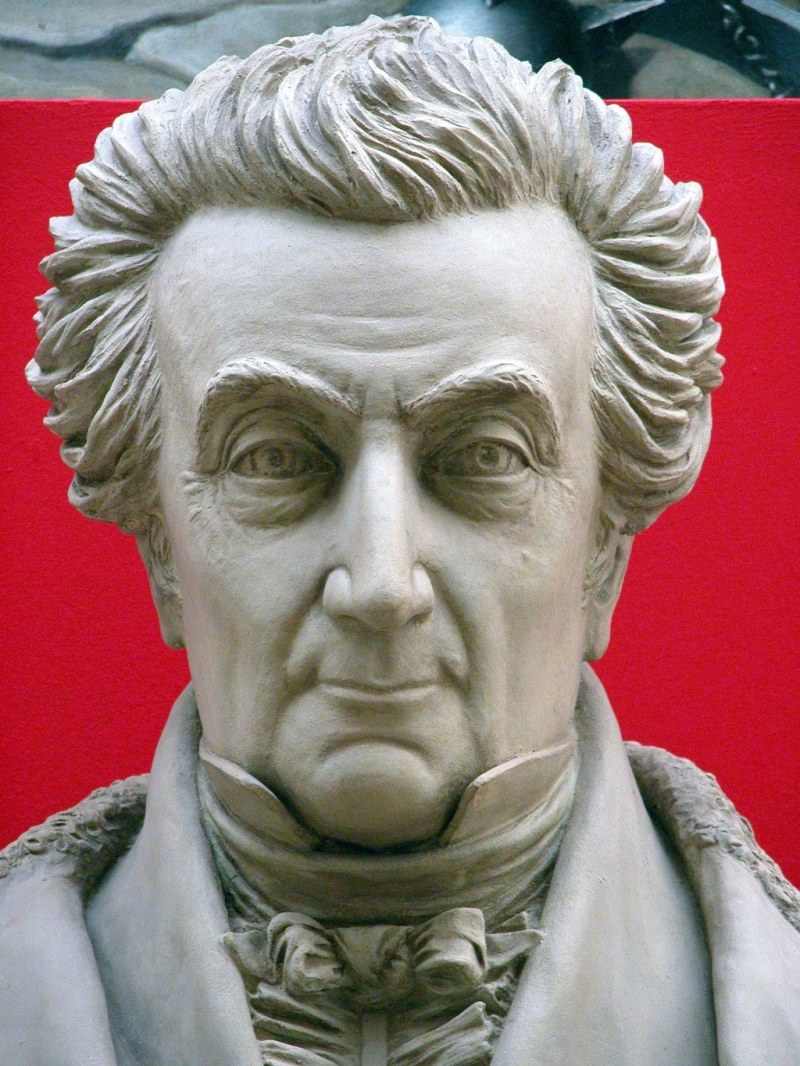
Di Wilhelm Habich, 1887

Peter Joseph Krahe (Mannheim, 1758 – Braunschweig, 1840) è stato un architetto tedesco.

## Biografia
Dapprima pittore, si convertì (1783) all'architettura dopo un viaggio in Italia, dove soggiornò a Roma, Paestum, Vicenza, Venezia, ricevendo la nomina di professore onorario dell'Accademia delle arti a Firenze.
Fu un neoclassicista e non si distaccò mai dal movimento, caratterizzandosi per lo stile pacato e vigoroso e una correttezza formale.
Edificò a Coblenza il teatro cittadino, a Braunschweig le porte della città, la Cancelleria (1826), la casa di campagna di Kaufmann Krause, il monumento per il duca Carlo di Braunschweig, la parte interna del castello e numerose case.
Krahe si ritirò nel 1837. Il suo successore come architetto di corte fu Carl Theodor Ottmer. 
Krahe morì a Braunschweig nel 1840 e fu sepolto nel cimitero cattolico di Hochstraße a Braunschweig.
Suo figlio Friedrich Maria Krahe (1804-1888) fu anche lui un importante architetto che lavorò a Brauschweig.